# Strategische Bahn
Strategische Bahnen sind Eisenbahnstrecken, die nicht ausschließlich einem zivilen Verkehrsbedürfnis dienten, sondern auch aus militärischen Gründen erbaut und betrieben wurden. In einigen Fällen dient die Bahn überhaupt keinen zivilen Zwecken und im Extremfall liegt sie in Friedenszeiten (außerhalb entsprechender Übungen oder Manöver) komplett still.

## Europa

### Deutschland

#### Vorgeschichte

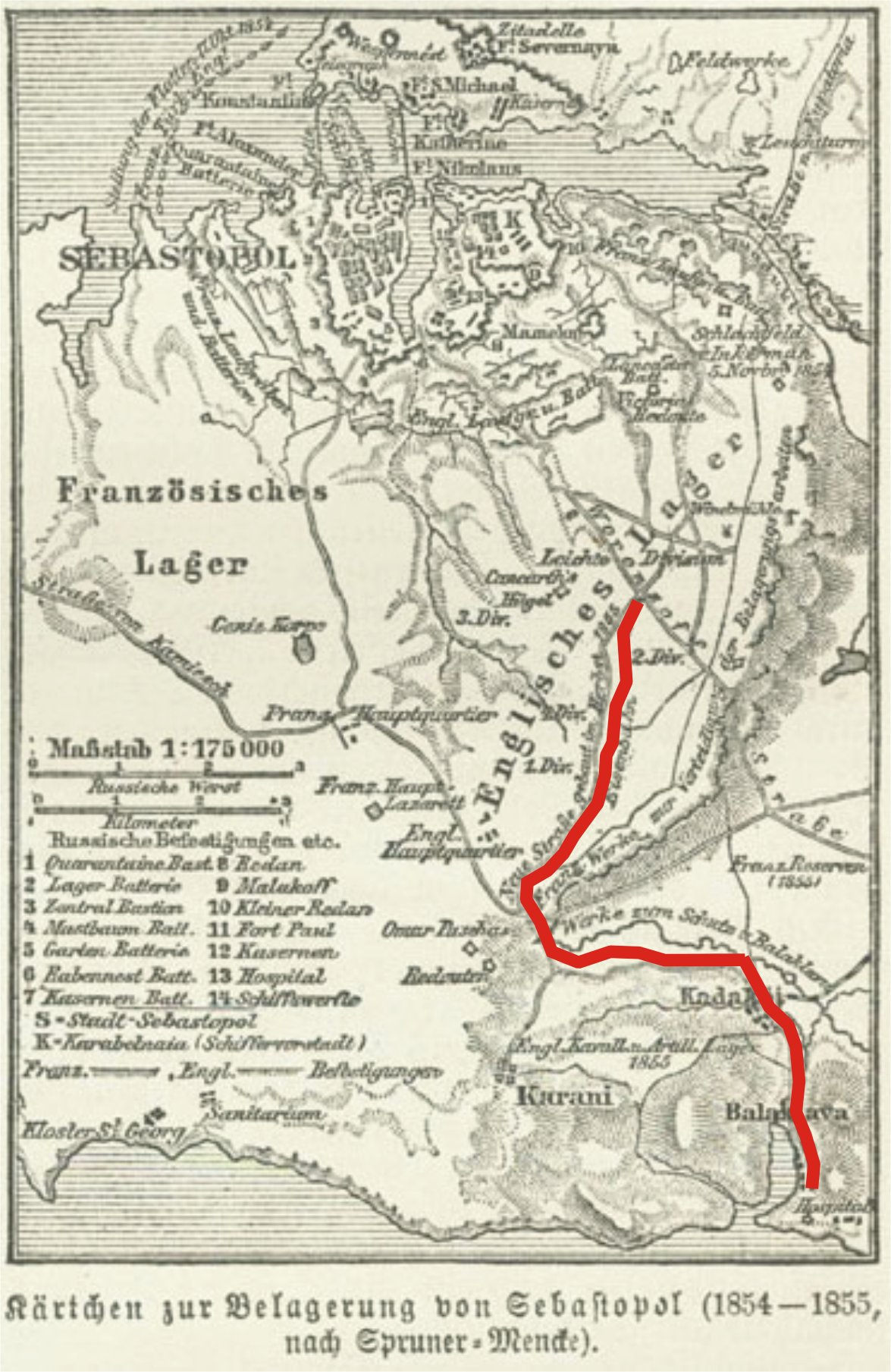
Belagerung von Sewastopol mit Eisenbahnstrecke

Sobald die Eisenbahn als Transportmittel begann, interessierte sich auch das Militär für sie. Schon 1836 wurde eine Kommission aus preußischen Offizieren und Beamten gebildet, die die Bedeutung der Eisenbahn für militärische Zwecke untersuchen sollte und die am 4. Juli 1836 ihren Bericht vorlegte. Es wurde festgestellt, dass die Eisenbahn „in militärischer Beziehung alle Beachtung“ verdiene und es wurden einheitliche Normvorschriften hinsichtlich Dimensionierung und Belastbarkeit gefordert. Die Anlage von militärisch gewünschten Eisenbahnen zu fördern, wenn keine wirtschaftlichen Interessen vorlägen, wurde vom Staatsministerium 1836 noch abgelehnt.
In einer Kabinettsorder vom 13. August 1837 wurde dann vom König befohlen, „im militärischen Interesse auf die Feststellung der Konstruktion des Handelsverkehrs dahin ein(zuwirken), dass letztere unbeschadet ihrer eigentlichen Bestimmung, den militärischen Bedürfnissen möglichst angepasst werden soll.“
Schon 1839 wurden in Preußen die ersten Truppentransporte durchgeführt. 8.000 Mann Garde-Infanterie wurden in 10 Zügen von Potsdam nach Berlin transportiert. Der erste Eisenbahntransport in Kriegszeiten in Deutschland fand 1849 statt, als zur Niederschlagung badischer und pfälzischer Revolutionäre die preußischen Truppen mit der Eisenbahn durch Südwestdeutschland transportiert wurden.
Die erste nur aus militärischen Gründen gebaute Eisenbahn entstand während des Krimkriegs. 1855 wurde zwischen dem Hafen von Balaklawa und dem Lager der britisch-französischen Belagerungsarmee vor Sewastopol eine etwa neun Kilometer lange improvisierte Feldbahn gebaut. Dies war allerdings keine strategische Bahn im eigentlichen Sinn. Der Nachschub wurde von britisch-französischer Seite ausschließlich durch Schiffe bewerkstelligt.
Auch als die technischen Voraussetzungen in Bezug auf die Infrastruktur vorhanden waren, fehlten die praktischen Erfahrungen in der Logistik. Dies zeigte sich in der Olmützer Krise im Herbst 1850. Die preußische Mobilmachung ging in Chaos unter, die Österreicher konnten zwar 75.000 Soldaten und 8.000 Pferde an die schlesische Grenze mit der Bahn transportieren, aber in einer Zeit, die man auch zu Fuß gebraucht hätte. Die Schnelligkeit der Fußmärsche wurde zwar nicht übertroffen, allerdings wurden der Truppe die Strapazen und hohen Marschverluste erspart.
Im Feldzug Frankreichs und Piemonts (Sardinischer Krieg) 1859 gegen Österreich wurden weitere Erfahrungen im Eisenbahnaufmarsch gewonnen. Der Truppentransport war etwa sechsmal schneller als Fußmärsche. Pro Tag wurden von der französischen Eisenbahn 8.500 Soldaten und über 500 Pferde in das Aufmarschgebiet verlegt. Auch hier wurden Fehler gemacht: Der Nachschub war nicht organisiert, es fehlte schnell an Verpflegung, Decken und Medikamenten. Herrenlose Güterwagen verstopften massenhaft die Bahnhöfe. Dies war der erste Krieg, in dem Eisenbahnen eine taktische und operative Bedeutung erlangten.
Im amerikanischen Sezessionskrieg (1861–1865) wurde die Eisenbahn systematisch als strategisches Element in der Kriegsführung eingesetzt. Schon die Erste Schlacht am Bull Run (die erste größere Schlacht des Krieges) wurde maßgeblich durch per Eisenbahn angelieferte Truppen entschieden. Damit wurde die Eisenbahn auch Ziel der Kriegsführung. Es war die Geburtsstunde der Eisenbahnpioniere, die zerstörte Strecken und Brücken wieder aufbauen mussten.
Hier wurden zum ersten Mal Eisenbahngeschütze und gepanzerte Transportzüge eingesetzt; aber auch die Nachteile des privat entwickelten Eisenbahnnetzes traten zutage. So gab es bei Ausbruch des Krieges sechs verschiedene Spurweiten, die Strecken wurden aus wirtschaftlichen und nicht nach militärischen Gesichtspunkten angelegt. Insbesondere in den Südstaaten mit der exportorientierten Cash-Crop-Wirtschaft (hauptsächlich Tabak und Baumwolle) und der politischen Ablehnung gegen staatliche Investitionen in die Infrastruktur war das Bahnnetz zersplittert, auf die Verbindung von Produzenten mit Exporthäfen o. ä. ausgelegt und hatte viele Punkte, an denen verschiedene Spurweiten aufeinander trafen. Dadurch gerieten die Südstaaten schnell logistisch ins Hintertreffen und konnten ihren Vorteil innerer Linien nur begrenzt ausspielen, was ein wichtiger Teilaspekt, der zum Sieg der Nordstaaten führte, war. Durch die Beteiligung militärischer Beobachter aus den Großmächten Europas und die – erstmals in großem Maßstab photographisch bebilderte – internationale Berichterstattung über den Krieg verbreitete sich der immense militärische Nutzen der Eisenbahn schnell als anerkannter Stand der Technik in Europa.
Das internationale Geschehen wurde von der deutschen Militärführung aufmerksam beobachtet. In Deutschland war wesentlich Helmuth Karl Bernhard von Moltke (seit 1857 an der Spitze des preußischen Generalstabs), der die strategische Bedeutung der Eisenbahn erkannte und im Generalstab 1864 eine eigene Eisenbahnsektion einrichtete. Diese hatte, entsprechend der politisch-strategischen Lage, ständig die Zeittafeln für den Bahntransport fortzuschreiben. Ging man 1859 noch von 42 Tagen von der Mobilmachung bis zur Operationsbereitschaft der Truppen aus, so konnte 1866 die Zeitdifferenz auf 25 Tage verringert werden. Erstmals Bedeutung bekam dies im Preußisch-Österreichischen Krieg. Für den Aufmarsch in Böhmen stand den Österreichern eine einzige Eisenbahnlinie zur Verfügung mit einer Einsatzbereitschaft nach 45 Tagen, den Preußen aber fünf Linien. Dies hatte allerdings den Nachteil, dass die Ausgangsfrontlinie auf über 300 Kilometer ausgedehnt wurde, was sie sehr verwundbar machte. Hierfür wurde Moltke von seinen Fachkollegen heftig getadelt. Der schnelle Eisenbahnaufmarsch der Preußen machte aber diesen Nachteil wieder wett. Moltke prägte hierfür dann den Begriff „Getrennt marschieren – vereint schlagen“.
So waren die preußischen Truppen schon im Einsatz, als die Österreicher noch im Aufmarsch waren. Die Umfassung der Österreicher bei Königgrätz war unter anderem durch den schnellen Aufmarsch erst möglich.
Durch die taktisch operative Bedeutung der Eisenbahn entwickelte sich auch ein eigener Automatismus, der bei späteren Kriegen wichtig wurde. Die Eröffnungsphase eines Krieges und die strategische Ausgangslage bekamen ein ganz neues Gewicht. Sobald der erste Schritt der Eskalationsleiter, die Mobilmachung, durchgeführt wird, muss schnell zugeschlagen werden, um die Zeitvorteile zu realisieren. Die Möglichkeiten zur Deeskalation auf politischer Ebene, z. B. durch Diplomatie, sind nur noch sehr gering.
Die taktisch operative Bedeutung der Eisenbahn wurde am deutlichsten im Russisch-Japanischen Krieg von 1904/05 sichtbar. Er brach auch aus, weil Japan „klare Verhältnisse“ schaffen wollte, bevor Russland die transsibirische Eisenbahn vollenden und damit seine Stützpunkte an der pazifischen Küste beliebig verstärken konnte.
Auch im Deutsch-Französischen Krieg 1870/71 hatte der Eisenbahnaufmarsch entscheidende Bedeutung. War man in der Planung 1869 noch von 24 Tagen Zeitdifferenz von der Mobilmachung bis zur Operationsbereitschaft ausgegangen, waren es zu Kriegsbeginn nur noch 20 Tage. Die Franzosen brauchten sechs Wochen. Die schnelle – und aufgrund von den Franzosen nicht einberechneter Beteiligung süddeutscher Staaten wie Bayern und Baden – zahlenmäßig starke Mobilmachung traf Frankreich unvorbereitet und so war schon nach der Schlacht bei Sedan der Krieg mit der Gefangennahme Napoleons III im Wesentlichen entschieden, auch wenn die neu gegründete französische dritte Republik weiterhin erbittert Widerstand leistete. In den folgenden vierzig Jahren, in denen keine Kriege zwischen europäischen Großmächten stattfanden, galt der preußisch-deutsche Aufmarsch 1870 als Standard der Kriegskunst und alle Mächte Europas versuchten für den Fall eines weiteren Krieges, diese Leistung noch zu übertreffen.

#### Strategischer Eisenbahnbau
Strategische Bahnen wurden nicht nach wirtschaftlichen, sondern nach militärischen Erfordernissen gebaut. Es ging um Logistik sowie um den Transport von Material und Verwundeten. Hierzu waren zwei wesentliche Bedingungen zu erfüllen:
- Der Staat musste die Infrastruktur selbst schaffen. Eisenbahnen wurden bis dahin zum überwiegenden Teil mit privatem Kapital finanziert sowie durch private Gesellschaften gebaut und betrieben, wobei der Staat sich aber häufig zu Zinsgarantien verpflichtete.
- Um selber im größeren Stil die meist unwirtschaftlichen Strecken bauen zu können, musste der Staat ausreichend Geld haben. Dies war in Deutschland nach dem Krieg von 1870/71 durch die französischen Reparationszahlungen gegeben.

Die Verstaatlichungen in den 1870er Jahren hatten unter anderem einen Grund in der zunehmenden militär-strategischen Bedeutung der Eisenbahn. Entsprechend wurde der Bahnbetrieb standardisiert, ebenso Verladebahnhöfe, Abladestellen und Militärzüge. Zusätzliche Strecken wurden geplant, so spätestens ab 1871 der Bau der über 800 km langen Kanonenbahn durchgeführt, deren Trassierung zum großen Teil keine oder nur geringe zivile verkehrliche Bedeutung hatte. Mit dem Kanonenbahngesetz vom 11. Juni 1873 wurde diese Bahn beschlossen, Gelder aus den französischen Reparationszahlungen zur Verfügung gestellt und die Ermächtigung zu Schuldverschreibungen erteilt.

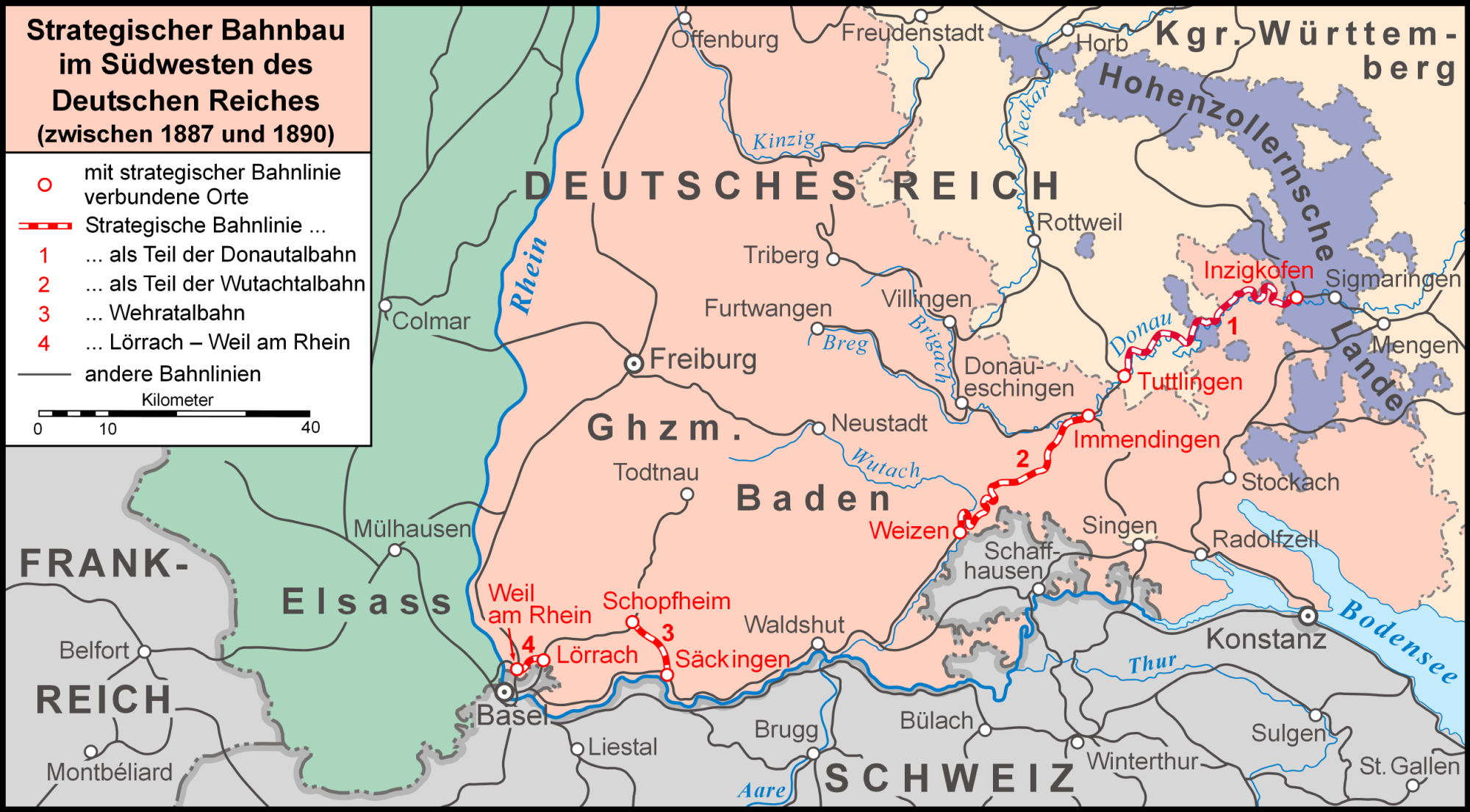
Die strategischen Bahnstrecken zur Umgehung der Schweiz in Südwestdeutschland zwischen 1887 und 1890. Ziel war die Erweiterung des deutschen Bahnnetzes, da im erneuten Kriegsfall mit Frankreich nicht damit gerechnet werden konnte, die grenznahen Bahnstrecken auf Schweizer Staatsgebiet nutzen zu können.

Im Deutschen Reich entstanden vor dem Ersten Weltkrieg systematisch derartige Strecken, da sich das Verhältnis zu Russland ab 1878 nach der Balkankonferenz rasch verschlechterte und Deutschland sich auf einen Zweifrontenkrieg mit Frankreich und Russland einrichtete. Gemäß dem Schlieffen-Plan sahen die damaligen Mobilmachungspläne vor, die Truppen mit Hilfe der Eisenbahn an die Westfront zu schaffen, Frankreich in einem schnellen Feldzug niederzuwerfen und anschließend die Truppen mit der Eisenbahn in den Osten zu bringen, um mit Russland Krieg zu führen. Die strategischen Bahnen wurden dort gebaut, wo die vorhandenen Strecken nicht leistungsfähig genug erschienen oder ausländisches Hoheitsgebiet umgangen werden sollte. Erbaut wurden Strecken daher vornehmlich an der Westgrenze des Deutschen Reiches zu Frankreich und Belgien. Während des Ersten Weltkrieges wurden von deutscher Seite weitere strategische Bahnen vor allem in Belgien gebaut.
Die DDR begann Ende der 1960er Jahre im Rahmen ihrer militärischen Bündnisverpflichtungen im Warschauer Pakt, die Deutsche Reichsbahn in die operativen Vorbereitungen des Territoriums für den Kriegsfall einzubeziehen. Der Reichsbahn wurden Eisenbahnbautruppen der Nationalen Volksarmee zugeordnet. An den sogenannten „Wasserhindernissen“ Oder, Neiße, Havel, Elbe und Mulde sollten vierzehn nur für den Kriegsfall vorbereitete Brückendublierungen entstehen, um die Bewegung von 20 bis 25 Divisionen innerhalb von zwei bis drei Tagen zu ermöglichen. Auch in Westdeutschland gab es teilweise als „NATO-Bahn“ bezeichnete Strecken, deren Bau, Betrieb oder auch nur betriebsbereite Vorhaltung in Zeiten grassierender Streckenstilllegung militärisch gerechtfertigt wurde und die zum Teil schon in Friedenszeiten militärische Einrichtungen wie Kasernen bedienten.
Kennzeichnend für militärstrategische Bahnen war die großzügige Bauweise. Güterzüge sollten schwerste Lasten transportieren können, ohne dass die Lokomotiven an ihre Leistungsgrenzen stießen. Die Streckensteigung wurde daher auf 1 % und Kurvenradien von mindestens 300 m festgelegt. In den Mittelgebirgen mussten daher viele Brücken und Tunnel errichtet werden, was die Vorhaben gegenüber dem herkömmlichen Streckenbau erheblich verteuerte. Da die Strecken wegen ihres militärischen Zweckes weitab der großen Städte verliefen, war ihr Nutzen im Frieden gering.
Weiterhin wurden ganz normale Eisenbahnstrecken für den Betrieb von Militärzügen hergerichtet. Das bedeutet, dass diese großzügiger trassiert wurden, als es der eigentlich zu erwartende Betrieb erfordert hätte. An ihnen fällt beispielsweise auf, dass für die Aufnahme der überlangen Transporte die Gleise und Bahnsteige innerhalb eines Bahnhofs die Länge von bis zu einem Kilometer haben konnten und auch heute noch haben.
Auch wurden Strecken gebaut, die aufgrund der innerdeutschen Grenze strategische Bedeutung hatten, aber ohne einen militärischen Zusammenhang waren, wie der Berliner Außenring oder die Verbindung Förtha–Gerstungen. Auf der anderen Seite der innerdeutschen Grenze war der Bau der heutigen Schnellfahrstrecke Hannover–Würzburg neben der Überlastung der bestehenden Nord-Süd-Strecke auch mit deren Lage teilweise nur wenige Kilometer – im Einzelfall sogar nur etwas mehr als 100 Meter – von der innerdeutschen Grenze entfernt begründet. Gerade im strategisch wichtigen Fulda Gap wurde während des gesamten Kalten Krieges mit einem sowjetischen Angriff gerechnet und daher die etwaige Unbrauchbarkeit dortiger Infrastruktur durch Vorrücken des Warschauer Paktes einkalkuliert.

## Strategische Bahnen in Deutschland

### Baden-Württemberg
- Bahnstrecke Backnang–Ludwigsburg
- Rheinbrücke Breisach–Neuf-Brisach im Verlauf der Bahnstrecke Freiburg–Colmar
- Rheinbrücke Neuenburg–Chalampé an der Bahnstrecke Müllheim–Mulhouse
- Rheinbrücke Wintersdorf (Bahnstrecke Haguenau–Rœschwoog–Rastatt)
- Bruhrainbahn
- Kraichgaubahn
- Bahnhof Oberheutal an der Bahnstrecke Reutlingen–Schelklingen (1972–2004)
- Bahnstrecke Tuttlingen–Hattingen
- Bahnstrecke Rastatt-Haguenau (vgl. Strategische Bahn#Frankreich)
- Strategische Bahnen zur Umgehung der Schweiz
  - Bahnstrecke Tuttlingen–Inzigkofen
  - Bahnstrecke Weil am Rhein–Lörrach
  - Palmrainbrücke von 1878 im Verlauf der Strecke Weil–Saint-Louis (Haut-Rhin)[1]
  - Wiesentalbahn: Lörrach – Schopfheim
  - Wehratalbahn: Schopfheim – Bad Säckingen
  - Wutachtalbahn: Bahnhof Lauchringen – Bahnhof Zollhaus-Blumberg (Die Strecke vom Bahnhof Weizen bis Zollhaus-Blumberg wird als Museumsbahn geführt; infolge ihrer kehrtunnelreichen verschlungenen Streckenführung heute Sauschwänzle-Bahn, im Volksmund früher Kanonenbahn genannt.)

### Bayern
- Bahnstrecke Pressath–Kirchenthumbach – Restabschnitt nur noch zur Bedienung des Truppenübungsplatz Grafenwöhr erhalten

### Berlin
- Militäreisenbahn Spandau
- Preußische Ostbahn Berlin–Eydtkuhnen

### Brandenburg
- Königlich Preußische Militär-Eisenbahn Berlin–Zossen–Jüterbog
- Umgehungsbahn (Brandenburg)
- Preußische Ostbahn Berlin–Eydtkuhnen
- diverse Bahnen an der Oder/Neiße-Grenze

### Hessen
- Bahnstrecke Treysa–Leinefelde
- Bahnstrecke Lollar–Wetzlar zur Umfahrung von Gießen

### Niedersachsen
- Anschluss zur Luftmunitionsanstalt Dannenberg an der Strecke aus Uelzen
- Anschluss zum Fliegerhorst Wunstorf an der Bahnstrecke Wunstorf–Bremen
- Bahnstrecke Wittenberge–Buchholz
- Deutsche Marinebahnen

### Nordrhein-Westfalen
- Bahnstrecke Ahrdorf–Blankenheim
- Bördebahn Düren–Euskirchen

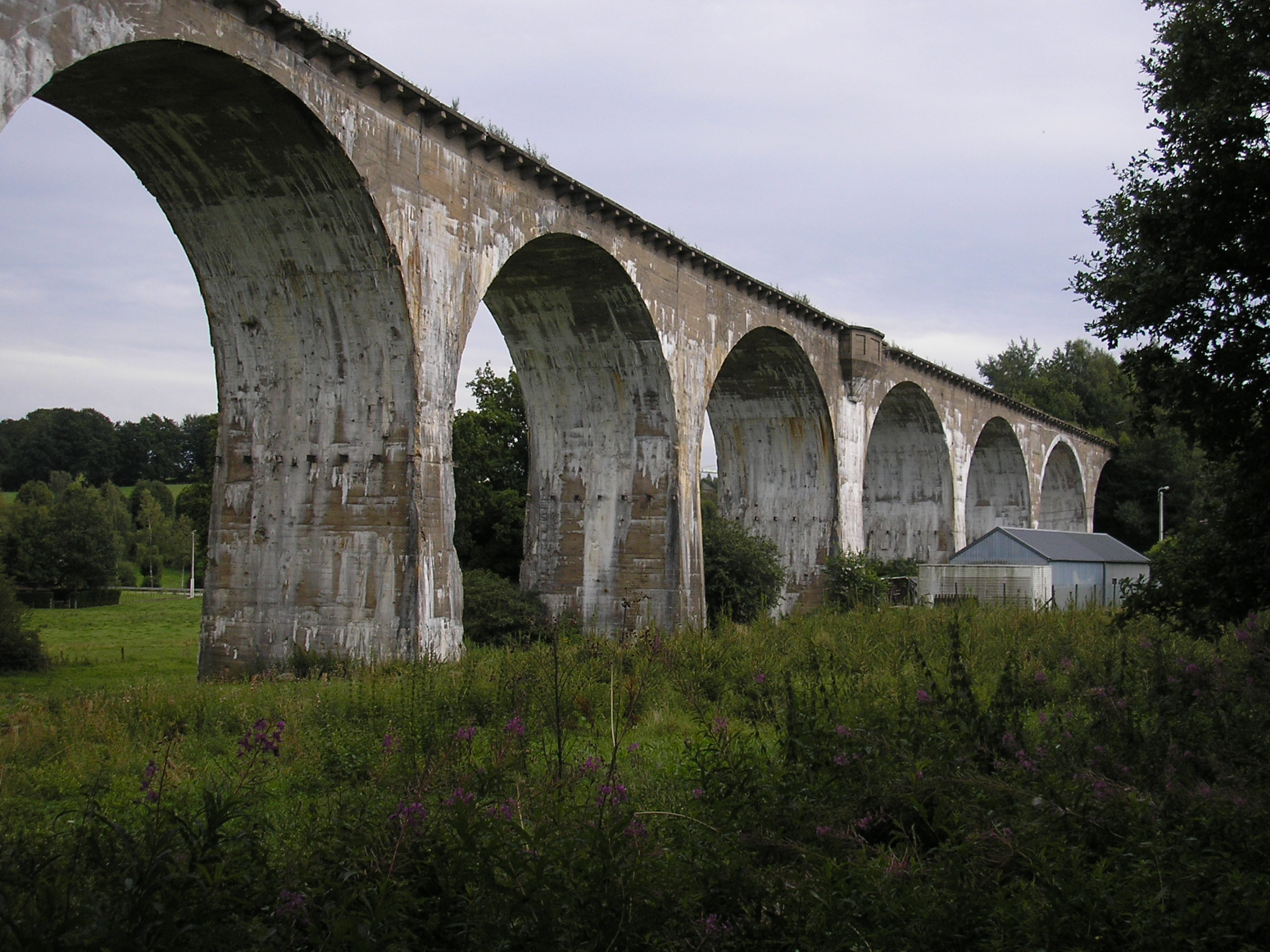
Freiherr-von-Korff-Brücke, Born

- Detmold Military Railway auf der Bahnstrecke Herford–Himmighausen
- Munitionsbahn Königsforst an der Bahnstrecke Köln-Mülheim–Lindlar nahe dem Bahnhof Forsbach
- Bahnstrecke Geldern–Meerbeck
- „Engländerkurve“ bei Wehrden (Weser)[2]
- Perm-Bahn Velpe-Hasbergen
- „Gummibahn“[3] am Schildescher Viadukt östlich von Bielefeld
- Eisenbahnbrücke Wesel
- Bahnstrecke Witten–Schwelm
- Schee-Tunnel (U-Verlagerung)
- Bahnstrecke Wuppertal–Burscheid–Opladen
- Vennbahn, heute teilweise entlang der Grenze zwischen Belgien und Deutschland

### Rheinland-Pfalz
- Ahrtalbahn
- Biebermühlbahn
- Bahnstrecke Dümpelfeld–Lissendorf

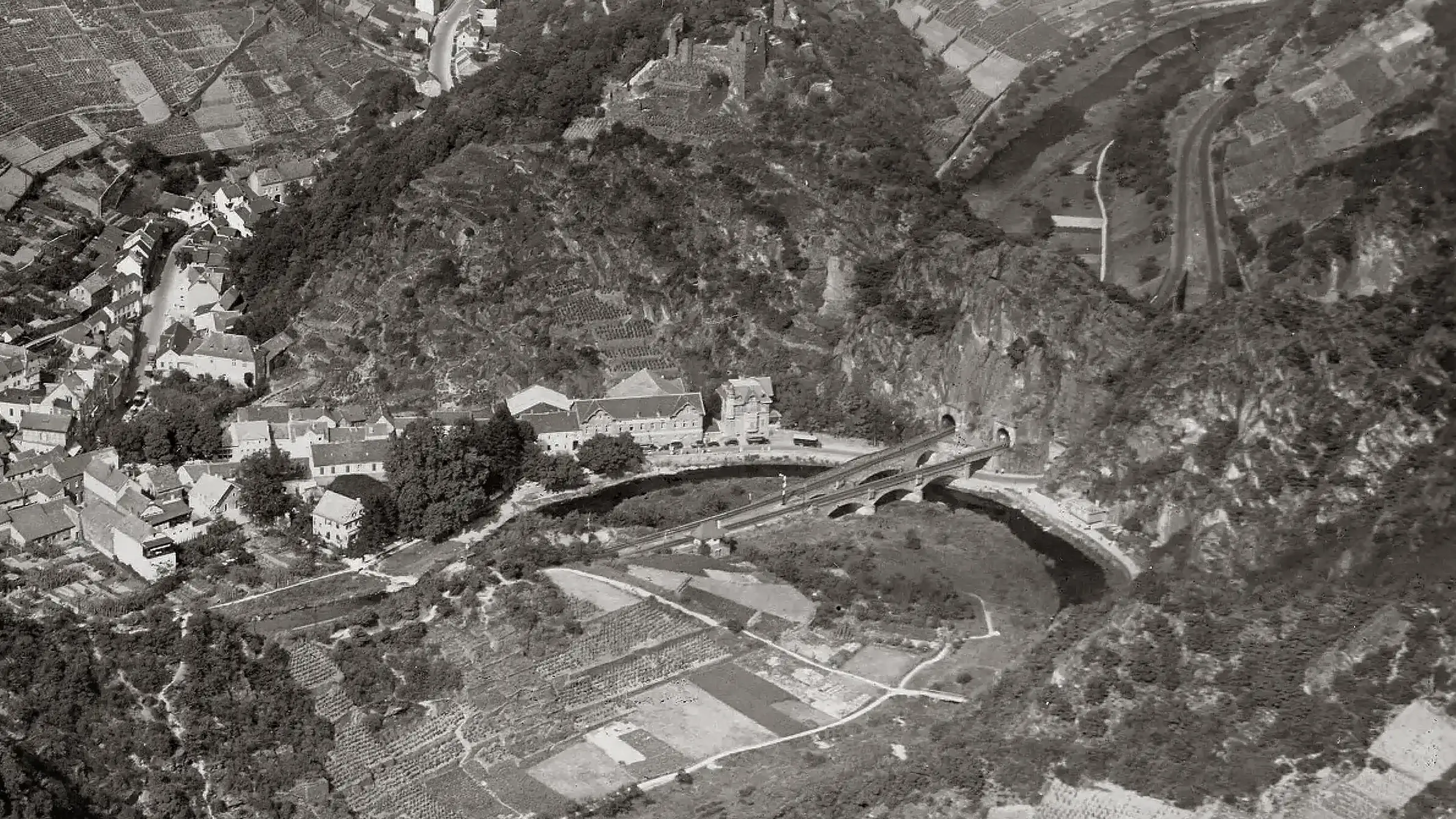
Ahrtal: Zweites Gleis auf separater Trasse.

- Vennquerbahn: Jünkerath – Weywertz zur Vennbahn (siehe NRW) als Verlängerung der o. g. Bahn aus Dümpelfeld
- Bahnstrecke Kusel–Türkismühle als Alternative zur Saarstrecke
- Bahnstrecke Gau Algesheim–Bad Kreuznach
- Bahnstrecke Germersheim–Landau
- Glantalbahn Bad Münster – Homburg
- Bahnstrecke Hillesheim–Gerolstein
- Hindenburgbrücke
- Kronprinz-Wilhelm-Brücke im Verlauf der Bahnstrecke Koblenz–Neuwied
- Ludendorff-Brücke (Brücke von Remagen)
- Moselstrecke
- Rechte Moselstrecke
- Quinter Viadukt
- Trierer Weststrecke
- Bahnstrecke Türkismühle–Kusel
- Bahnstrecke Koblenz-Lützel–Mayen Ost
- Hornbachbahn Zweibrücken–Brenschelbach
- Zellertalbahn: (Kaiserslautern –) Langmeil – Monsheim (– Worms)
- Wasgauwaldbahn
- Westeifelbahn nach Sankt Vith

### Saarland
- Bliestalbahn
- Bahnstrecke Homburg–Zweibrücken
- Bahnstrecke Landau–Rohrbach als Fortsetzung der Kraichgaubahn (Baden-Württemberg) und wegen Erwägungen bei Hassel (Saar)

### Saarland/Lothringen
- Bahnstrecke Merzig–Bettelainville
- Niedtalbahn
- Würzbachbahn

### Sachsen
- Strategische Bahn Mörtitz–Kospa (Muldeüberquerung)
- Strategische Bahn Oschatz–Röderau (Elbüberquerung, 1987 errichtet)
- Strategische Bahn Prettin–Dommitzsch (Elbüberquerung, 1983 errichtet)
- Strategische Bahn Trebsen–Neichen (Muldeüberquerung)
- diverse Strecken in Sachsen
- Bahnstrecke Torgau–Belgern

### Sachsen-Anhalt
- Bahnstrecke Biederitz–Magdeburg-Buckau
- Bahnstrecke Hassel–Neuermark-Lübars (Elbüberquerung, 1977 errichtet) und
- Göhrener Kurve, beide an der Bahnstrecke Schönhausen–Sandau
- Bahnstrecke Heudeber–Mattierzoll
- Elbebrücke Tangermünde (von 1933, 1944 nach Fischbeck)

### Schleswig-Holstein
- Bahnstrecke Elmshorn–Bad Oldesloe
- Bahnstrecke Flensburg-Weiche–Lindholm
- Bahnstrecke Schwarzenbek–Bad Oldesloe
- Bahnstrecke Bad Oldesloe–Neumünster
- Deutsche Marinebahnen

### Thüringen
- Helmetalbahn
- Bahnstrecke Leinefelde–Treysa

### Überregional/divers
- Kanonenbahn: Berlin – Wetzlar – Metz
- Hamburg-Venloer Bahn
- Heeresfeldbahnen (so die Lordonbahn)
- Trench Railways
- SS-Eisenbahnbaubrigaden
- Eisenbahntruppen
- Standseilbahn Kaiseringen
- Straßenbahn Cuxhaven

### Unvollendete Strecken
- Ruhr-Mosel-Bahn: Holzheim (b. Neuss) – Rommerskirchen – Horrem – Mödrath – Liblar – Rheinbach – Ringen – Abzw Rech (NRW/Rheinland-Pfalz)
- Rechte Moselstrecke zwischen Treis und Neef (Rheinland-Pfalz)
- Waldmohr-Jägersburg – Bexbach (Saarland)
- Brenschelbach – Bitche (geplante Fortsetzung der Hornbachbahn) (Rheinland-Pfalz)
- Bahnstrecke Geldern–Meerbeck (Nordrhein-Westfalen)

1945 zerstörte und nicht wieder aufgebaute Brücken:
- Elbbrücke Dömitz (Niedersachsen)
- Hindenburgbrücke zwischen Rüdesheim und Bingen (Rheinland-Pfalz)
- Kronprinz-Wilhelm-Brücke, als Urmitzer Eisenbahnbrücke 1954 wiederaufgebaut (Rheinland-Pfalz)
- Ludendorff-Brücke zwischen Remagen und Erpel (Rheinland-Pfalz)

## Strategische Bahnen in europäischen Ländern außerhalb Deutschlands

### Schweiz

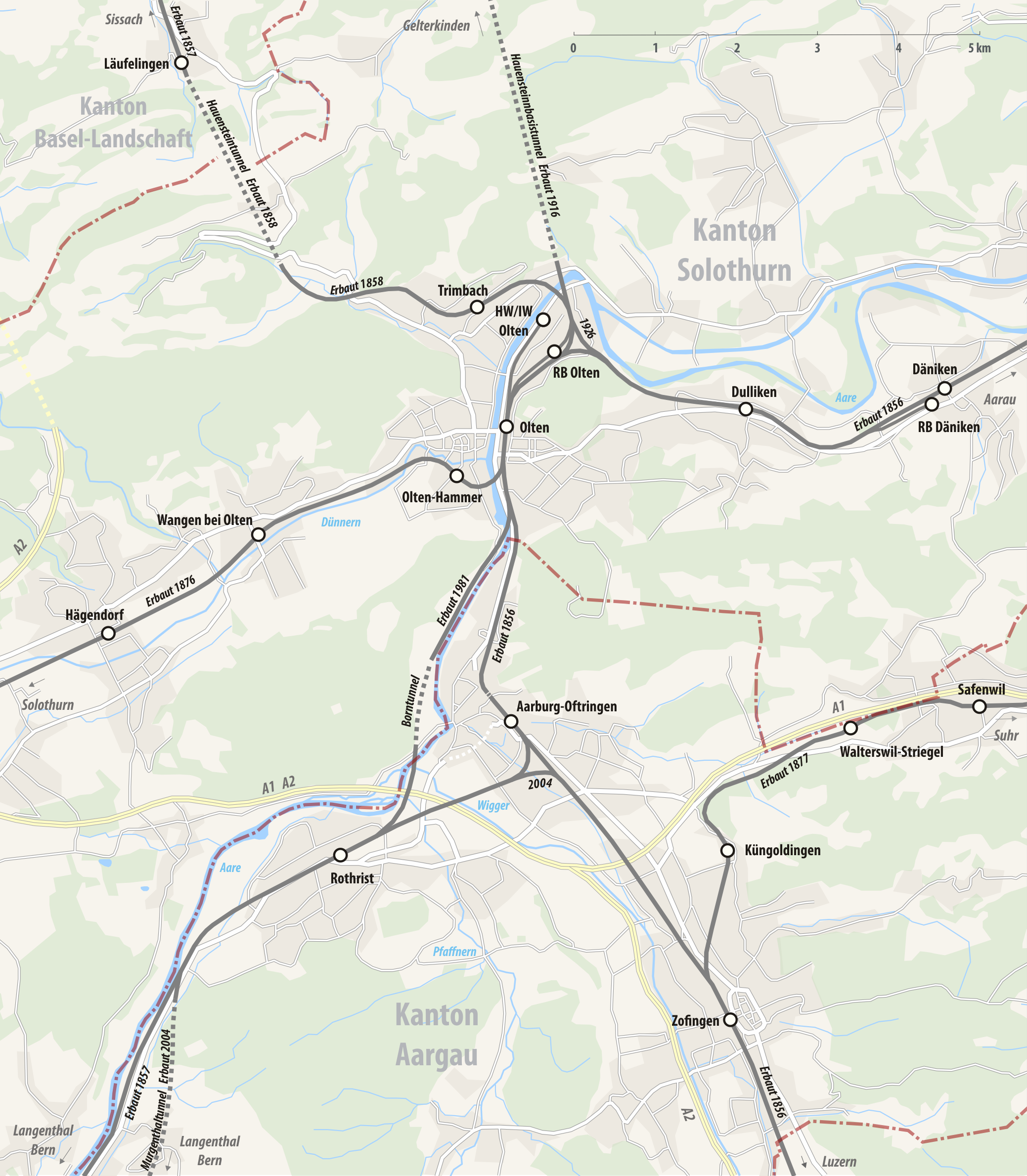
Übersicht der Streckenführungen um den Bahnhof Olten

Die strategischen Bahnstrecken in der Schweiz dienen heute noch der militärischen Sicherung des Landes, wobei die eigentlichen Strecken in der Regel sehr kurz ausfallen. Ein ganz typisches Beispiel ist die knapp 1 km lange Umgehung des Bahnhofs Olten bei Aarburg/Oftringen für den Verkehr vom Gotthard in Richtung Bern oder Genf. Der Bau dieser Strecke im Jahre 1940 geht auf den Schweizer General Henri Guisan zurück, der den gefährdetsten Punkt des gesamten Schweizer Eisenbahnnetzes auf diese Weise einem möglichen Angreifer entziehen wollte.
Diese „Kriegsschlaufe“ wurde 2004 wieder in Betrieb genommen, um die im Rahmen von Bahn 2000 geplante IC-Direktverbindung zwischen Luzern und Bern (via Neubaustrecke Mattstetten–Rothrist) zu verwirklichen. Auf der Kriegsschlaufe fuhr bis zur Eröffnung der Direktfahrten Bern – Luzern nie ein Zug. Die Strecke war in Richtung Rothrist nicht an die Hauptbahn angeschlossen; die Weiche lag in einzelnen Teilen neben dem Bahndamm. Die Strecke diente höchstens als Abstellgleis.
Ein weiteres strategisches Gleis umgeht den Bahnhof Basel SBB und verbindet die Hauenstein- direkt mit der Juralinie (via Basel St. Jakob – Basel Dreispitz).

### Belgien
In Belgien wurden während der deutschen Besetzung im Ersten Weltkrieg auf Befehl des Generals Wilhelm Groener, zuständig für das Feldeisenbahnwesen, vier Eisenbahnstrecken für den Nachschub neu gebaut. Dies waren
- Montzenroute von Aachen nach Tongeren
- Bahnstrecke Aachen Buschtunnel–Moresnet
- Bahnstrecke Born–Vielsalm
- Bahnstrecke St Vith–Gouvy
- Bahnstrecke Bertrix (Belgien)–Carignan (Frankreich)

Begonnen, aber nicht fertiggestellt wurde außerdem eine als Ourtalbahn bezeichnete Strecke von St. Vith nach Losheim.

### Dänemark
- Bahnstrecke Branderup–Osterterp
- Bahnstrecke Branderup Mühle–Döstrup

### Frankreich

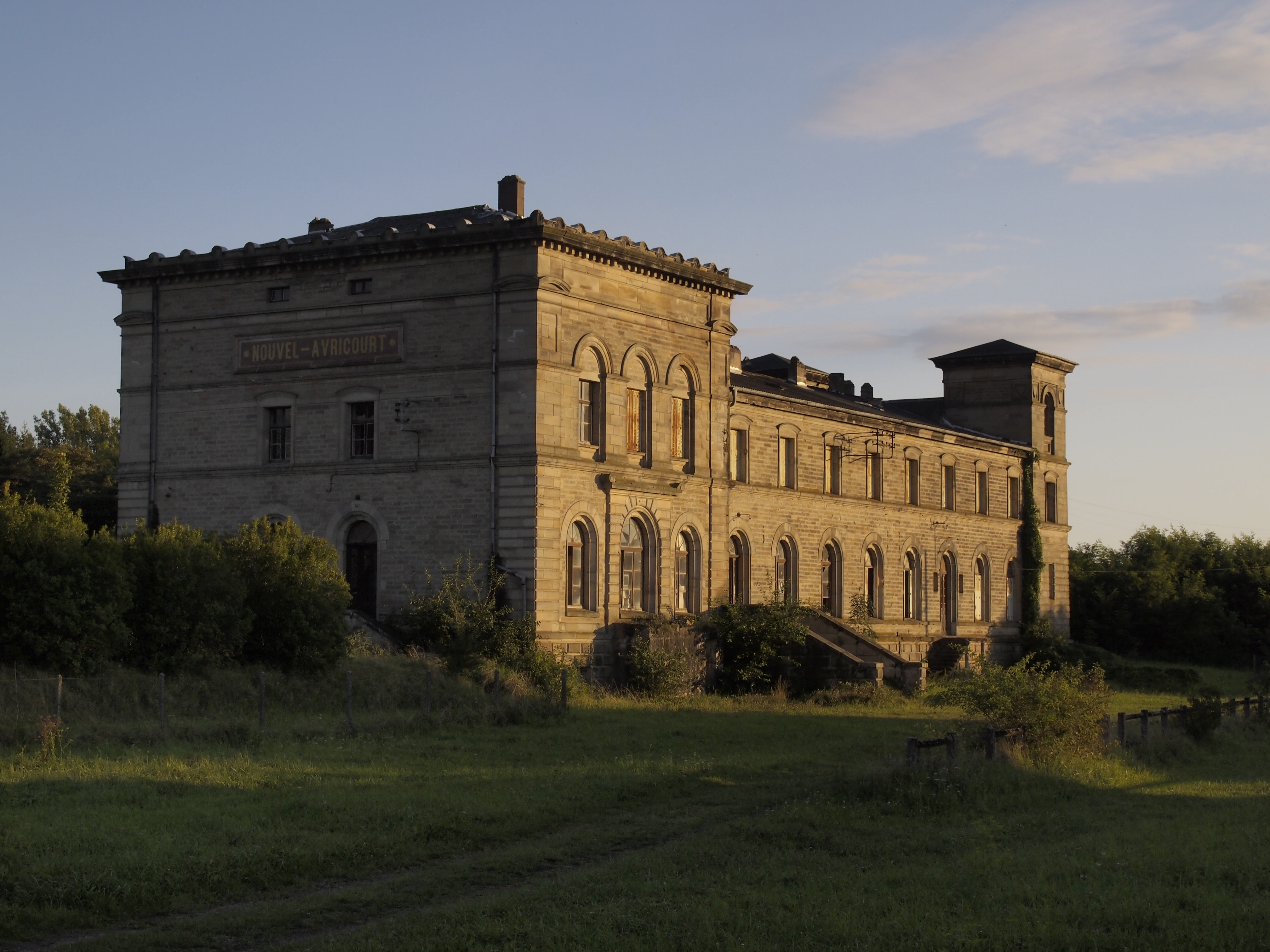
Südliche Gebäudehälfte und Zentralbau von Nouvel-Avricourt, Sommer 2014

Zahlreiche Strecken in Nord- und Ostfrankreich wurden als strategische Bahnstrecken zur Erfüllung der militärischen Transportbedürfnisse während kriegerischer Auseinandersetzungen mit dem damaligen „Erbfeind“ Deutschland ausgelegt und waren auch bei schwachem zivilem Verkehr meistens zweigleisig, ferner wiesen mehrere Abschnitte wichtiger Magistralen teilweise drei oder vier Gleise auf. Beispielsweise sind die im Grenzgebiet gelegenen Verbindungen Steinbourg–Rastatt, die Rheinbrücke Neuenburg–Chalampé und die Bahnstrecken Haguenau–Falck-Hargarten oder Metz–Anzeling zu nennen. Auch die an ihnen gelegenen Knotenbahnhöfe wurden – wie im Falle von Metz – unter strategischen Gesichtspunkten gebaut und wiesen oft selbst bei schwachem Regelverkehr aufwändige planfreie Einmündungen und Kreuzungen der Strecken auf. Seit dem Zweiten Weltkrieg wurden viele dieser Strecken stillgelegt oder die Anzahl ihrer Geleise sowie der Überwerfungsbauwerke reduziert.
Viele Strecken hatten Bahnhöfe, obwohl sie kaum einen Haltepunkt benötigt hätten, weil hier vermeintlich Truppenverladungen stattgefunden haben sollten wie beispielsweise entlang der Bahnstrecke Revigny–Saint-Dizier. Aus dem gleichen Grund waren die Bahnhöfe oftmals viel größer dimensioniert, als für die Bevölkerung notwendig gewesen wäre. Beispielhaft wird gern der Bahnhof Metz herangezogen, dies gilt aber auch für viele weitere Bahnhöfe wie beispielsweise auch den Grenzbahnhof Igney-Avricourt.
Mit der Verabschiedung des Freycinet-Plans 1878 wurde der Bau von insgesamt 8850 km Bahntrasse auf 181 Strecken beschlossen. Damit wurden umfangreiche Netzerweiterungen im Grenzbereich zu Belgien und Deutschland, aber auch an der Mittelmeerküste zu Italien hin ermöglicht. Bahnstrecken wie die Verbindung Meyrargues–Nizza wären ohne diese Gesetzeslage nie gebaut worden.

### Griechenland
Die Bahnstrecke Thessaloniki–Strymónas–Alexandroupoli wurde 1892 vom Osmanischen Reich als strategische Bahnstrecke gebaut. Sie ermöglichte zusammen mit bereits bestehenden Strecken der Orientbahn einen direkte Verbindung von Istanbul nach Thessaloniki ohne den Weg über das feindliche Bulgarien und Serbien nehmen zu müssen. Die Strecke wurde mit mindestens 15 km Abstand von Grenze und Meer gebaut, um Artilleriebeschuss zu vermeiden. Das Land wurde für eine zweigleisige Strecke enteignet, die Bahn wurde aber nur eingleisig ausgeführt.

### Italien
Eine strategische Bahnstrecke wurde 1883 zwischen Cava Manara und Cava–Carbonara gebaut, um die Ticino-Brücke bei Pavia zu entlasten.
Vor dem Zweiten Weltkrieg wurde eine lange Strecke von Ostiglia über Cologna Veneta, Grisignano di Zocco und Camposampiero nach Treviso gebaut. Sie wurde nur über drei Jahre betrieben, weil sie 1944 wegen Kriegsschäden teilweise stillgelegt wurde.
In denselben Jahren wurde die Konstruktion einer Strecke von Portogruaro nach Udine, mit der Zweigstrecke von Bertiolo über Palmanova nach Savogna, begonnen, aber nie vollendet.
Die Reschenbahn sollte von Landeck an der Arlbergstrecke nach Mals im Vinschgau führen, was jedoch nicht realisiert wurde.

### Baltikum/Litauen
- Siehe Geschichte der Eisenbahn in Litauen #Eisenbahnbau im Ersten Weltkrieg
- Ein aktuelles Projekt: Rail Baltica (Verlauf durch die Suwałki-Lücke)

### Norwegen
- Polarbahn

### Spanien

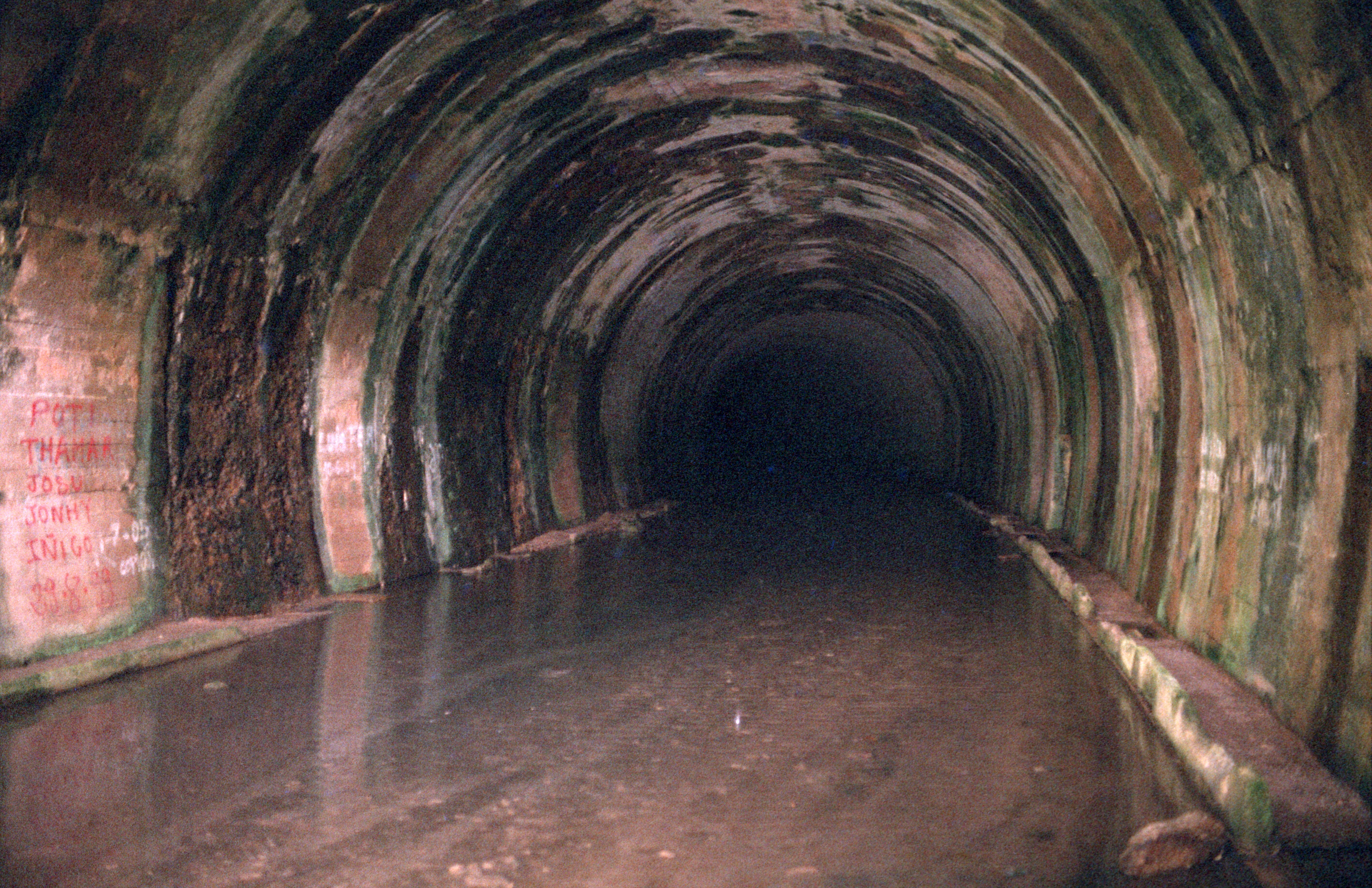
Tunnel von Engaña, Teil einer strategischen Bahnstrecke zwischen Santander und Valencia.

Bahnlinien mit dominierend strategischer Bedeutung wurden in Spanien unter der Diktatur von Primo de Rivera (1923–1930) nach einem Plan des Bauministers Conde de Guadalhorce von 1926 errichtet. Den wichtigsten drei Linien ist gemeinsam, dass sie die im Zentrum des Landes gelegene Hauptstadt Madrid in weitem Bogen umgehen sollten, eingleisig waren und zur Vermeidung von stärkeren Steigungen große Streckenlängen und viele Kunstbauten aufwiesen, aber praktisch ohne wirtschaftliche Bedeutung waren.
Nur die erste Linie, genannt Santander – Mediterráneo („Santander – Mittelmeer“) von Santander am Golf von Biskaya über Burgos, Soria, Calatayud nach Valencia am Mittelmeer, in Bau von 1925 bis 1930, wurde größtenteils vollendet, mit Ausnahme einer nicht geschlossenen Lücke von ca. 30 km beim mehrfach umgeplanten Übergang über das Kantabrische Küstengebirge südlich von Santander. Dort wurde zwar noch unter Franco von 1941 bis 1959 der für zwei Gleise dimensionierte, 6976 m lange Tunnel von Engaña (Túnel de la Engaña) in der Nähe von Espinosa de los Monteros (50 km südöstlich von Santander) von Zwangsarbeitern gebaut; aber das etwa 30 km lange Streckenstück zwischen den Bahnhöfen von Cidad im Süden bis Ontaneda im Norden, in dem der Tunnel liegt, ging nicht mehr in Betrieb. Der unbenutzte Tunnel – bis zum Bau der Hochgeschwindigkeitsstrecken für den AVE in den 1990er-Jahren der längste „Eisenbahntunnel“ Spaniens – wurde im Winter bei schwerem Schneefall auf den Bergstraßen gelegentlich als provisorische Umleitung für den Straßenverkehr genutzt, bis er 1999 wegen Baufälligkeit geschlossen wurde (er ist teilweise überschwemmt, nur zu Fuß begehbar, das Risiko von weiteren Einbrüchen ist hoch). Der größte Teil der übrigen Streckenabschnitte wurde von der RENFE (zusammen mit zahlreichen anderen Nebenstrecken) wegen Unrentabilität 1985 aufgegeben und seither abgebaut, nur der Abschnitt von Caminreal über Teruel nach Valencia ist nach tiefgreifender Erneuerung weiter in Betrieb als Durchbindung von Saragossa (damit ursprünglich Canfranc und geplant Bordeaux).

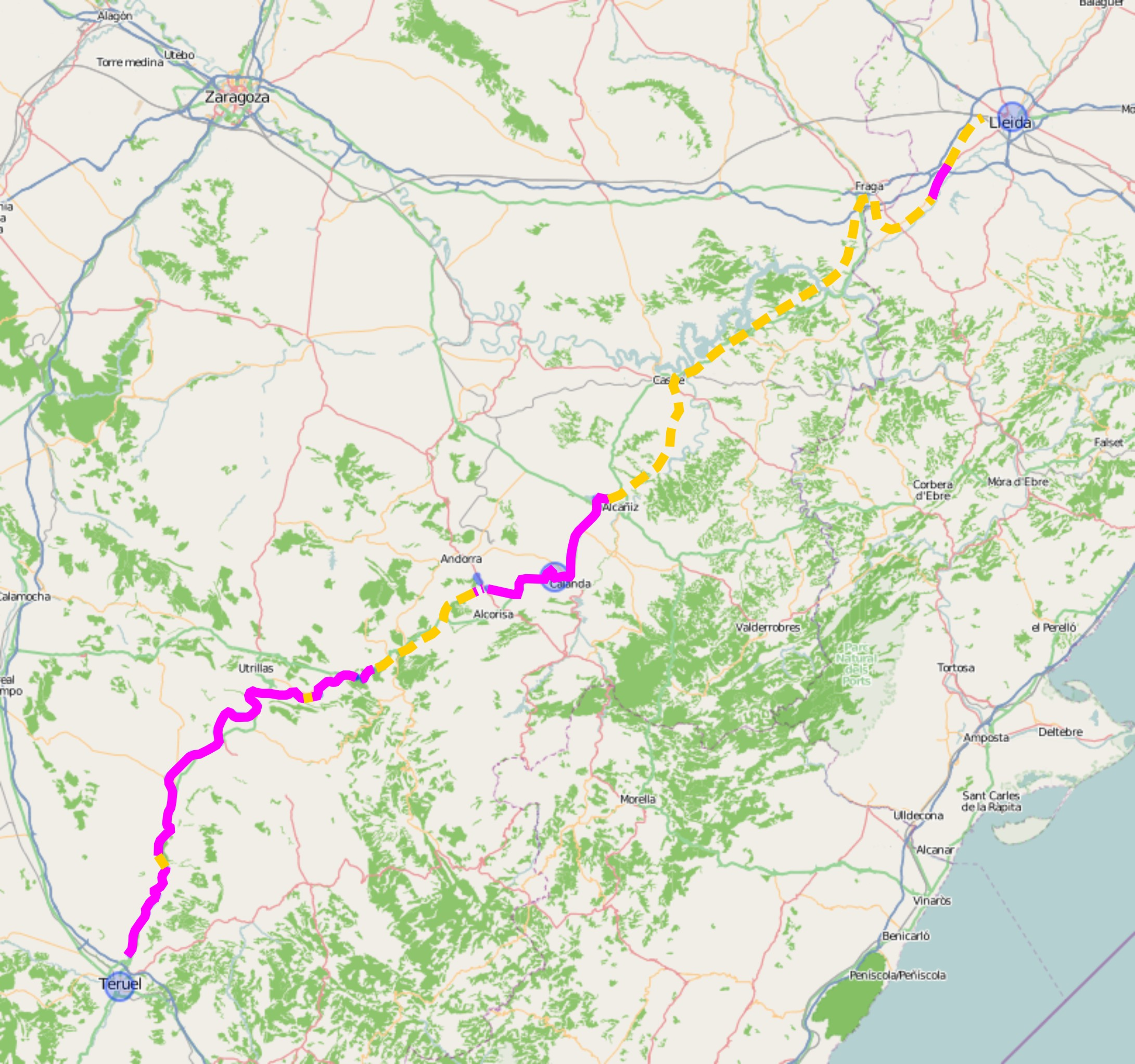
Bahnstrecke Teruel – Lleida, Purpur: teilweise errichtet, gelb: keine Konstruktionen. Kartenhintergrund: Openstreetmap

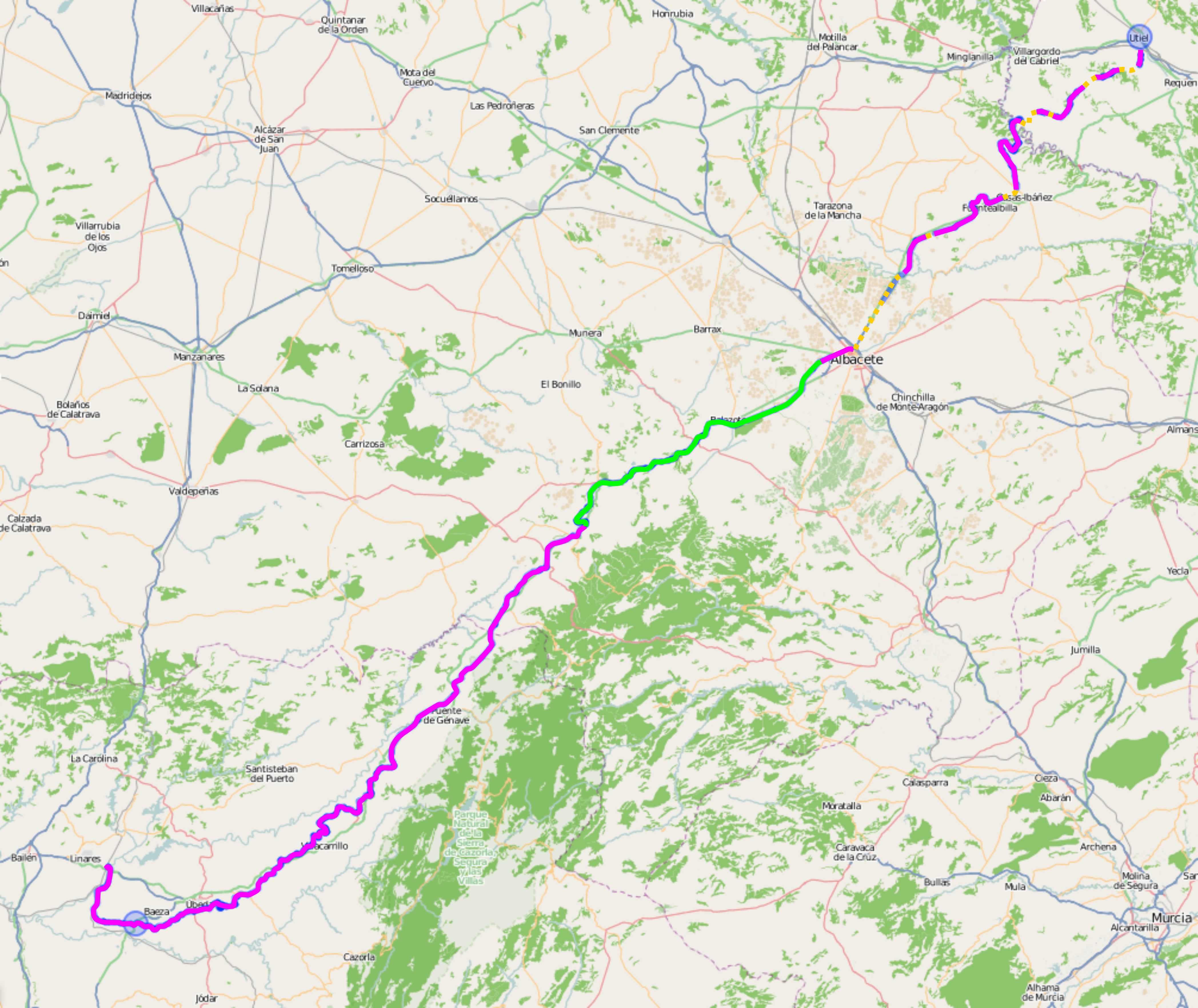
Bahnstrecke Baeza – Útiel, Purpur: teilweise errichtet, gelb: keine Konstruktionen, grün: vía verde (Radweg) Kartenhintergrund: Openstreetmap

Die längste Strecke, die von den Pyrenäen bis zur Atlantikküste bei Jerez de la Frontera führen sollte, hätte unter anderem Militärbasen in Cádiz und Cartagena verbunden. Fertiggestellt wurde bis 1951 nur der im Nordosten des Landes gelegene Abschnitt Lleida – Pobla de Segur (89 km, 41 Tunnel), der nach einem modernen Ausbau 2006 bis heute in Betrieb ist. Die ursprünglich geplante Verlängerung bis Saint-Girons in Frankreich (ca. 100 km mit Querung der Pyrenäen) wurde nie begonnen, ist aber als europäische Verbindung gelegentlich wieder im Gespräch. Von der restlichen Strecke wurde nur an den Abschnitten von Lleida nach Teruel (siehe Karte), sowie von Utiel nach Baeza mit Anknüpfung an das bestehende Netz in Linares (366 km, 107 Tunnel) gearbeitet. Ein räumlich getrennter Abschnitt von Jerez bis kurz vor Almargen (nördl. Ronda, 110 km, 29 Tunnel), war ebenfalls in Bau. An den genannten Abschnitten wurde seit 1927 gearbeitet und Strecke wie Nebenbauten weitgehend fertiggestellt. Nachdem die Arbeiten während des Spanischen Bürgerkrieges (1936–1939) weitgehend geruht hatten, fanden nur noch Erhaltungsarbeiten statt, es kam nicht mehr zu größerer Bautätigkeit. Auf einigen Abschnitten wurden zwar noch die Gleise verlegt, der Betrieb kam über Probefahrten nicht hinaus. 1964 wurden die Bahnlinie nach Gutachten über die fehlende Rentabilität offiziell aufgegeben. Obwohl die Strecke nur eingleisig ausgeführt wurde, waren mehrere große Viadukte für ein zweites Gleis ausgelegt.
Dasselbe Schicksal erfuhr auch die dritte Strecke von Calera y Chozas (in der Nähe von Talavera, an der Strecke Madrid – Cáceres) nach Villanueva de la Serena (an der Strecke Ciudad Real – Badajoz) mit einer Länge von 168 km und 48 Tunnel. Der Bau begann 1928, kam aber mit Ausbruch des Bürgerkriegs 1936 zum Erliegen. Die Arbeiten wurden erst um 1955 wieder aufgenommen, 1962 wurde das Projekt dann endgültig eingestellt. Lediglich ein 56 km langer Abschnitt von Villanueva bis Logrosán ging 1962 noch in Betrieb, der Personenverkehr wurde aber schon 1964 wieder eingestellt, die Strecke wurde um 1995 abgebaut. Auf diesen (und anderen) Strecken werden seit einiger Zeit Vías Verdes („grüne Wege“), meist gut ausgebaute Radfernwege, oft mit Rastplätzen in alten Bahnhofsgebäuden, eingerichtet.
Eine ältere strategisch motivierte Schmalspurbahn wurde zwischen 1902 und 1915 an der Costa Blanca von Alicante nach Dénia gebaut (93 km), sie ist heute als elektrifizierte Stadtbahn in Betrieb.

### Ungarn
- Burma-vasút, Verbindung mehrerer Bahnstrecken im Südwesten von Budapest

## Außerhalb Europas

### Chile
Ferrocarril Militar de Puente Alto al Volcán

### China
Um seine Herrschaft in den dünn besiedelten abgelegenen Regionen Xinjiang und Tibet zu sichern, hat die chinesische Regierung im 21. Jahrhundert Bahnstrecken in diese Regionen bauen lassen. Darunter befindet sich mit der Lhasa-Bahn die derzeit höchstgelegene Bahnstrecke der Welt. Die Bahnstrecke Qingshui–Dongfeng wurde ab den 1960ern von der Volksbefreiungsarmee betrieben.

### Eritrea
Bahnstrecke Massaua–Biscia

### Mexiko
Um den seit 1847 von unabhängigen Angehörigen des indigenen Volkes der Maya gegen die Regierung von Yucatán geführten Kastenkrieg zu beenden, baute der mexikanische General Ignacio A. Bravo 1901 die Decauville-Bahn Vigía Chico – Santa Cruz von dem Küstenort Vigia Chico zum Hauptort der Maya, damals Chan Santa Cruz genannt (heute: Felipe Carrillo Puerto).

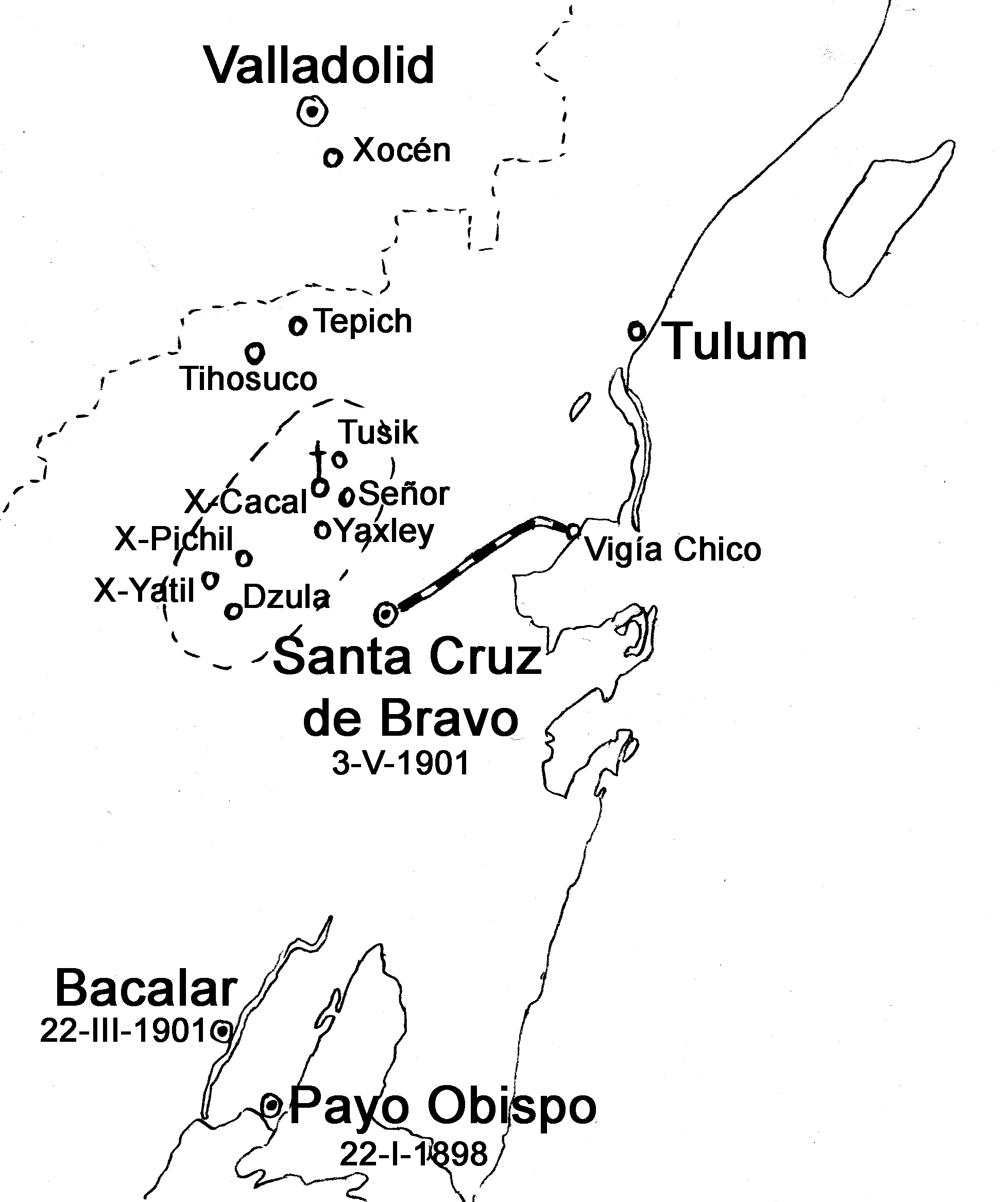
Bahnlinie Vigía Chico – Santa Cruz de Bravo (vormals Chan Santa Cruz), 1901

 Auch während der Auseinandersetzungen im Rahmen der mexikanischen Revolution spielte die Eisenbahn immer wieder eine wichtige strategische und taktische Rolle.

### Israel/Palästina
- Osmanische Militärbahn in Palästina
- Bahnstrecke Haifa–Beirut–Tripoli

Im israelischen Unabhängigkeitskrieg war für die Behauptung (West-)Jerusalems als Bestandteil des künftigen jüdischen Staates nicht nur die einzige Straße nach Jerusalem von Bedeutung, sondern auch die alte Bahnstrecke Jaffa–Jerusalem, welche bereits in osmanischer Zeit gebaut worden war, und quasi die einzige große Ost-West-Strecke war, welche sich vollständig auf der israelischen Seite der Waffenstillstandslinie von 1948 befindet.

### Russland
- Polarkreiseisenbahn

### Thailand-Burma
- Thailand-Burma-Eisenbahn („Todeseisenbahn“)